# Конари (Плоцький повіт)
Конари (пол. Konary) — село в Польщі, у гміні Бельськ Плоцького повіту Мазовецького воєводства.
Населення — 104 особи (2011).
У 1975—1998 роках село належало до Плоцького воєводства.

## Демографія
Демографічна структура станом на 31 березня 2011 року:
|          | Загалом | Допрацездатний вік | Працездатний вік | Постпрацездатний вік |
| -------- | ------- | ------------------ | ---------------- | -------------------- |
| Чоловіки | 50      | 5                  | 41               | 4                    |
| Жінки    | 54      | 10                 | 33               | 11                   |
| Разом    | 104     | 15                 | 74               | 15                   |